# 101-й гвардейский истребительный авиационный полк
101-й гвардейский истребительный авиационный Штеттинский полк (101-й гв. иап) — воинская часть Военно-воздушных сил (ВВС) Вооружённых Сил РККА, принимавшая участие в боевых действиях Великой Отечественной войны.

## Наименования полка
За весь период своего существования полк несколько раз менял своё наименование:
- 84-й истребительный авиационный полк;
- 84-й «А» истребительный авиационный полк;
- 101-й гвардейский истребительный авиационный полк;
- 101-й гвардейский истребительный авиационный Штеттинский полк;
- Полевая почта 15554.

## Создание полка
101-й гвардейский истребительный авиационный полк образован 17 июня 1943 года путём переименования 84-го «А» истребительного авиационного полка в гвардейский за образцовое выполнение боевых задач и проявленные при этом мужество и героизм на основании Приказа НКО СССР.

## Расформирование полка

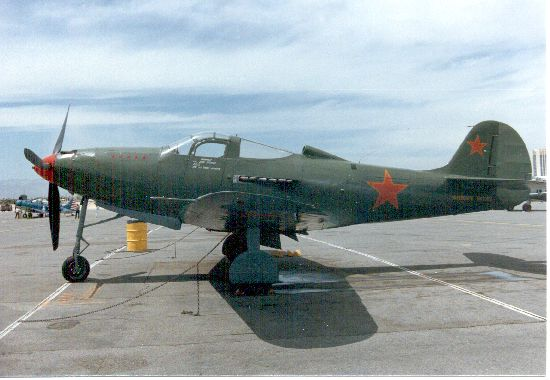
Самолёт P-39 Аэрокобра

101-й гвардейский истребительный авиационный Штеттинский полк был расформирован в связи с сокращением Вооружённых сил 18 апреля 1947 года

## В действующей армии
В составе действующей армии:
- с 17 июня 1943 года по 12 июля 1943 года
- с 22 октября 1943 года по 6 мая 1944 года
- с 3 декабря 1944 года по 9 мая 1945 года

## Командиры полка
- майор Антонов Яков Иванович (попал в плен)[7], 30.07.1942 — 26.08.1942
- капитан Середа Пётр Сельверстович[7], 26.08.1942 — 09.03.1943
- майор, подполковник Павликов Алексей Николаевич[7], 09.03.1943 — 31.12.1945

## В составе соединений и объединений
| Период        | Фронт (округ)             | армия                      | дивизия                                            | примечание                                                        |
| ------------- | ------------------------- | -------------------------- | -------------------------------------------------- | ----------------------------------------------------------------- |
| 17.06.1943 г. | Северо-Кавказский фронт   | 4-я воздушная армия        | 9-я гвардейская истребительная авиационная дивизия | Полк преобразован в гвардейский                                   |
| 18.07.1943 г. | Закавказский фронт        | ВВС фронта                 | 25-й запасной истребительный авиационный полк      | Аджикабул АзССР, переформирован, переучивание на Р-39 «Аэрокобра» |
| 24.09.1943 г. | Закавказский фронт        | ВВС фронта                 | 25-й запасной истребительный авиационный полк      | Кировабад АзССР, переучивание на Р-39 «Аэрокобра»                 |
| 22.10.1943 г. | Северо-Кавказский фронт   | 4-я воздушная армия        | 329-я истребительная авиационная дивизия           | Р-39 «Аэрокобра»                                                  |
| 20.11.1943 г. | Северо-Кавказский фронт   | Отдельная приморская армия | 329-я истребительная авиационная дивизия           | Р-39 «Аэрокобра»                                                  |
| 18.04.1944 г. | 4-й Украинский фронт      | 8-я воздушная армия        | 6-я гвардейская истребительная авиационная дивизия | Р-39 «Аэрокобра»                                                  |
| 20.05.1944 г. | Харьковский военный округ | ВВС округа                 | 329-я истребительная авиационная дивизия           | Р-39 «Аэрокобра»                                                  |
| 19.07.1944 г. | Харьковский военный округ | ВВС округа                 | 320-я истребительная авиационная дивизия ПВО       | Р-39 «Аэрокобра»                                                  |
| 03.12.1944 г. | 2-й Белорусский фронт     | 4-я воздушная армия        | 329-я истребительная авиационная дивизия           | Р-39 «Аэрокобра»                                                  |
| 09.05.1945 г. | 2-й Белорусский фронт     | 4-я воздушная армия        | 329-я истребительная авиационная дивизия           | Р-39 «Аэрокобра»                                                  |
| 10.06.1945 г. | Северная группа войск     | 4-я воздушная армия        | 329-я истребительная авиационная дивизия           | Р-39 «Аэрокобра»                                                  |
| 10.01.1946 г. | Центральная группа войск  | 2-я воздушная армия        | 9-я гвардейская истребительная авиационная дивизия | Р-39 «Аэрокобра»                                                  |
| 18.04.1947 г. | Центральная группа войск  | 2-я воздушная армия        | 9-я гвардейская истребительная авиационная дивизия | Р-63 Кингкобра                                                    |

## Участие в операциях и битвах
- Воздушные сражения на Кубани — июнь 1943 года
- Керченско-Эльтигенская десантная операция — с 31 октября 1943 года по 11 декабря 1943 года
- Перекопско-Севастопольская наступательная операция — с 8 апреля 1944 года по 12 мая 1944 года
- Керченско-Севастопольская наступательная операция — с 8 апреля 1944 года по 12 мая 1944 года
- ПВО объектов Полтавского аэроузла (Миргород, Пирятин), используемого авиацией союзников для «челночных» налётов на Германию — с 19 июля 1944 года по 23 ноября 1944 года
- Восточно-Прусская операция — с 13 января 1945 года по 25 апреля 1945 года
- Млавско-Эльбингская операция — с 14 января 1945 года по 26 января 1945 года
- Восточно-Померанская операция — с 10 февраля 1945 года по 4 апреля 1945 года
- Берлинская наступательная операция — с 16 апреля 1945 года по 8 мая 1945 года

## Почётные наименования
101-му гвардейскому истребительному авиационному полку за отличие в боях при овладении городами Штеттин, Гартц, Пенкун, Казеков и Шведт 4 июня 1945 года присвоено почётное наименование «Штеттинский»

## Благодарности Верховного Главнокомандующего
- за овладение городом Алленштайн[9]
- за овладение городами Тчев, Вейхерово и Пуцк[10]
- за овладение городом и крепостью Гданьск[11]
- за овладение городами Анклам, Фридланд, Нойбранденбург, Лихен[12]
- за овладение портом и военно-морской базой Свинемюнде[13]
- за овладение островом Рюген[14]

## Отличившиеся воины полка
- Камозин, Павел Михайлович, гвардии капитан, командир эскадрильи 101-го гвардейского истребительного авиационного полка 329-й истребительной авиационной дивизии 4-й воздушной армии. Пороходил слжубу в полку с 29 декабря 1944 года до конца войны.
- Антонов Яков Иванович, майор, командир 84-го «А» истребительного авиационного полка 21 марта 1940 года удостоен звания Герой Советского Союза. Золотая Звезда № 491
- Иванов Сергей Сергеевич, гвардии лейтенант, заместитель командира эскадрильи — штурман эскадрильи 101-го гвардейского истребительного авиационного полка 329-й истребительной авиационной дивизии 4-й воздушной армии 1 июля 1944 года удостоен звания Герой Советского Союза. Золотая Звезда № 5412
- Середа Пётр Сельверстович, капитан, командир 84-го «А» истребительного авиационного полка 217-й истребительной авиационной дивизии 4-й воздушной армии 23 ноября 1942 года удостоен звания Герой Советского Союза. Золотая Звезда № 821
- Беркутов Александр Максимович, майор, штурман 101-го гвардейского истребительного авиационного полка 329-й истребительной авиационной дивизии 4-й воздушной армии 2 августа 1944 года удостоен звания Герой Советского Союза. Золотая Звезда № 4050
- Похлебаев Иван Григорьевич, старший лейтенант, заместитель командира эскадрильи 101-го гвардейского истребительного авиационного полка 329-й истребительной авиационной дивизии 4-й воздушной армии 23 февраля 1945 года удостоен звания Герой Советского Союза. Золотая Звезда № 5406

## Статистика боевых действий
Всего за годы Великой Отечественной войны полком:
| Выполнено боевых вылетов | Сбито самолётов в воздухе | Уничтожено самолётов всего |
| ------------------------ | ------------------------- | -------------------------- |
| 5834                     | 155                       | 260                        |

Свои потери:
| Потеряно самолётов, всего | Погибло лётчиков всего | Погибло лётчиков в воздушных боях | Не вернулись с боевого задания | Погибло при налётах и прочие небоевые потери | Погибло в авиакатастрофах и умерло от ран |
| ------------------------- | ---------------------- | --------------------------------- | ------------------------------ | -------------------------------------------- | ----------------------------------------- |
| 54                        | 36                     | 26                                | 7                              | 0                                            | 3                                         |

## Самолёты на вооружении
| Период      | Самолёты         |
| ----------- | ---------------- |
| 1942 — 1943 | И-153            |
| 1942 — 1943 | И-16             |
| 1943 — 1946 | Р-39 «Аэрокобра» |
| 1946 — 1947 | Р-63 Кингкобра   |

## Базирование
- Ключево, Германия, 05.1945 — 05.1945
- Пенемюнде, Германия, 14.05.1945 — 06.1945
- Быдгощ, Польша, 06.1945 — 12.1945
- Абсдорф, Австрия, 10.01.1946 — 07.1946
- Айзенштадт, Австрия, 07.1946 — 04.1947